# Кременецький літературно-меморіальний музей Юліуша Словацького
Кремене́цький літерату́рно-меморіа́льний музе́й Ю́ліуша Слова́цького — обласний комунальний освітньо-культурний заклад, присвячений життю та творчості польського поета і драматурга Юліуша Словацького в м. Кременець Тернопільської області. Заснований у 2002 році, відкритий на міжнародному рівні у 2004 році.

## Історія створення
У місті Кременець, на вул. Словацького, 16, зберігся двоповерховий будинок, де провів перші дитячі та юнацькі роки класик польської літератури Юліуш Словацький. Будинок споруджений наприкінці XVIII століття в стилі провінційного класицизму. Ця садиба, колишній двір Янушевських, у 1809–1811 роках належала викладачеві риторики та поетики Волинського ліцею Евзебіушу Словацькому — батькові Юліуша Словацького. 
За часів СРСР у порожньому будинку розмістили міську бібліотеку, що сприяло збереженню історичної споруди. 1969 року на подвір'ї бібліотеки було встановлено бронзове погруддя Юліуша Словацького (на гранітному постаменті; скульптор Василь Бородай).
За часів незалежної України 2000 року міністри культури України та Польщі уклали договір, згідно якого український уряд зобов'язаний був знайти нове приміщення для міської бібліотеки, а польська сторона — кошти для реставрації колишнього маєтку родини Словацьких у місті Кременець. На облаштування нового музейного закладу уряд Польщі виділив 2 млн гривень — суму, що дорівнювала на той час річному бюджету міста Кременець. Реставрацію старовинної кам'яної споруди проводили спільно, але делікатні сторони роботи брали на себе польські фірми та польські майстри. Відновлення тривало майже два роки. У наповненні музею Юліуша Словацького брала участь польська сторона (музей літератури ім. Адама Міцкевича,  а також — Кременецький краєзнавчий музей, котрий передав декілька предметів ХІХ століття. 

## Експозиція
Експозицію музею представляють вісім тематичних залів:
- Кременець (1809—1828);
- Вільно (1811—1828);
- Варшава (1829—1831);
- «Листи до матері» (Дрезден, Лондон, Париж, Женева, Вейту, Неаполь);
- Салон пані Соломеї;
- Подорожі Юліуша Словацького по Україні і на Близький Схід;
- Париж «Король Дух»;
- Місто великої туги (Ad memoriam).